# Вайсентурм
Вайсентурм (нім. Weißenthurm) — місто в Німеччині, розташоване в землі Рейнланд-Пфальц. Входить до складу району Маєн-Кобленц. Центр об'єднання громад Вайсентурм.
Площа — 3,99 км2. Населення становить 9191 ос. (станом на 31 грудня 2020).

## Галерея

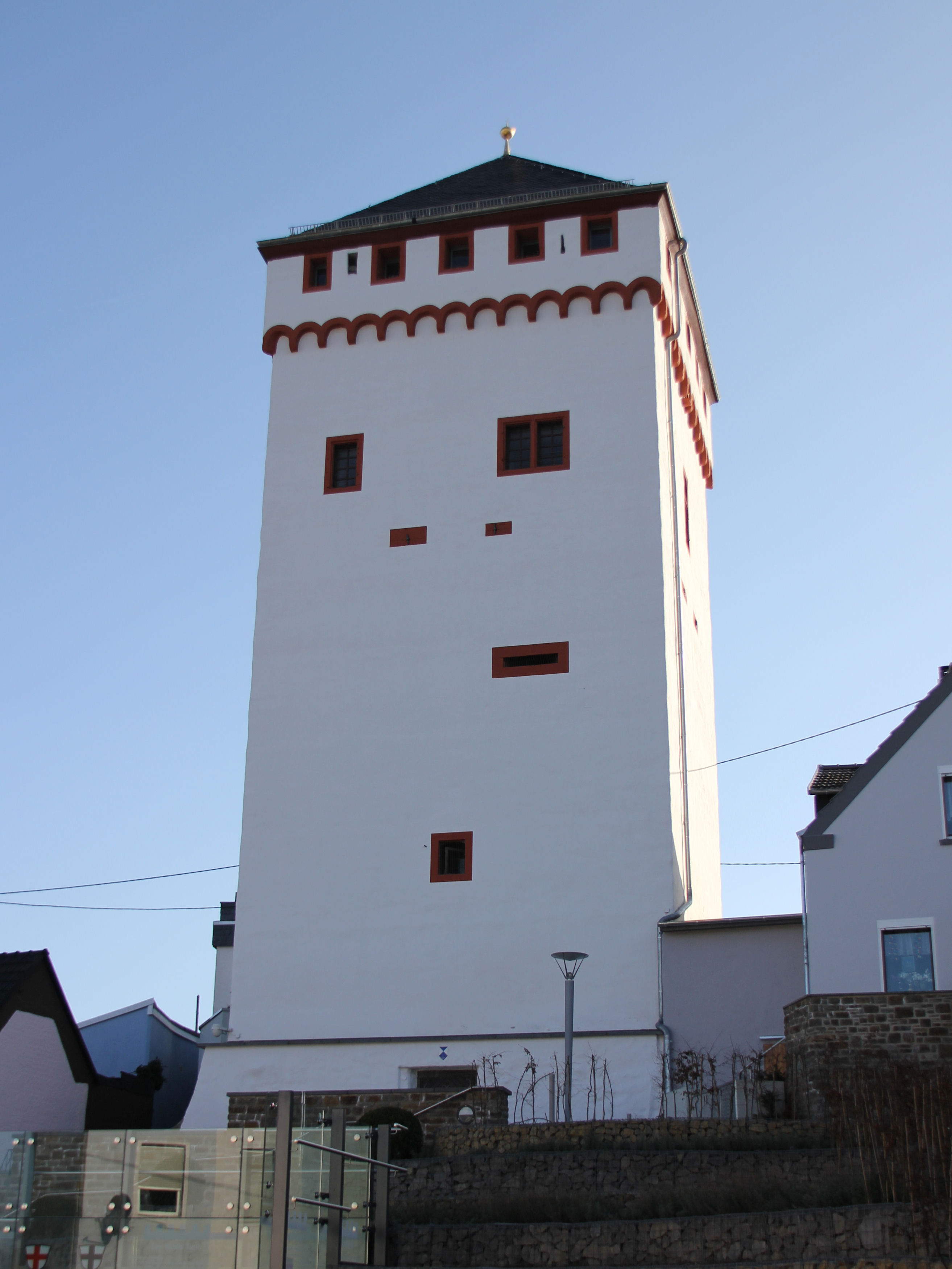
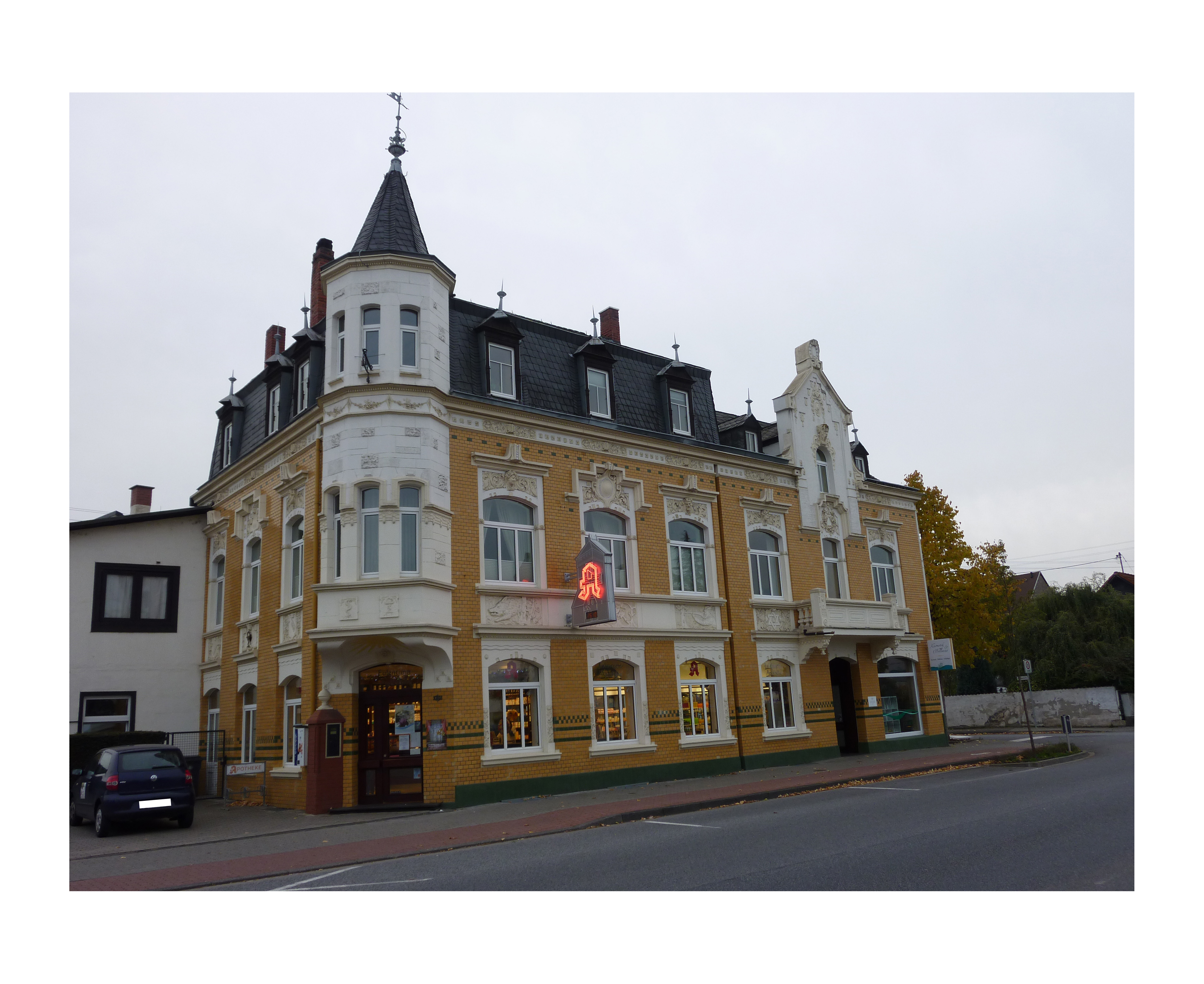